# ایل ترکاشوند

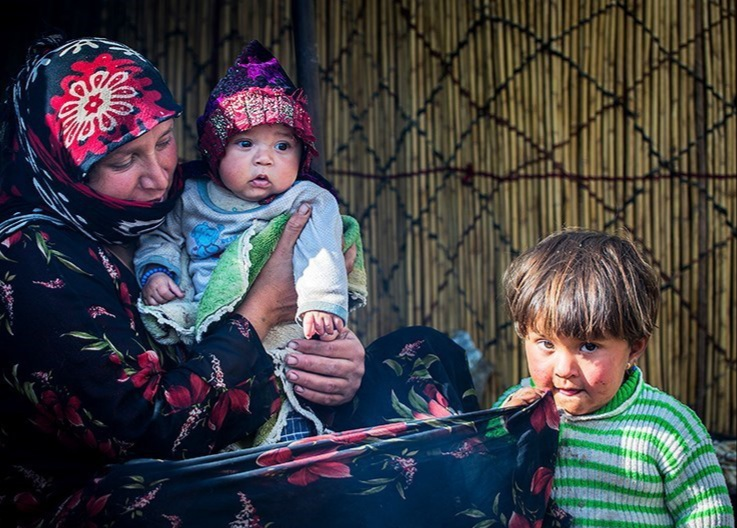
زنی از ایل کوچ‌نشین ترکاشوند با فرزندانش در لرستان؛ ترکاشوندهای عشایر میان کوهستان الوند همدان و کوه‌های شمال لرستان به کوچ‌نشینی می‌پردازند

ترکاشوند یکی از ایلات لر ساکن در لرستان، همدان، کرمانشاه و نواحی اطراف است. ترکاشوندها خود را لر می‌دانند.  اصالت ترکاشوند ها به شهر الشتر و لرستان بر می گردد. احتمال دارد که ترکاشوندها متعلق به طوایف لک (از جنوبی‌ترین طوایف لر) . یا (از طوایف لرهای شمالی) باشند  استان لرستان از طوایف سلسله هستند. اصالت ترکاشوندها به مناطق شمال و شمال غرب استان لرستان برمیگردد.

## ریشه نام
برخی معتقدند زمانی که آنها دو قرن قبل از لرستان (الشتر) به نواحی ترک‌زبان همدان کوچیدند، ترک‌ها آنها را ترکاشوند یعنی «تُرک شده» نامیدند. برخی دیگر نام این ایل را ترکیبی از دو بخش ترک و پسوند آشوند (پسوندی ناشناخته) دانسته‌اند که یک ادعای غیر علمی است.

## زبان
برخی زبان ترکاشوندها را گویشی از زبان لکی می‌دانند و برخی دیگر، به واسطهٔ همسایگی آنها با ایل جمور، گویشی از زبان کردی آمیخته با لغات لری دانسته‌اند. البته برخی از آنان به فارسی و لری نزدیک به خرم آبادی تکلم میکنند نیز تکلم می‌کنند.

## پراکندگی
امروزه ترکاشوندها بین شهرستان‌های تویسرکان و نهاوند در استان همدان، مهران، دهلران و دره شهر استان ایلام، کنگاور و صحنه در استان کرمانشاه و شهرهای خوزستان و استان لرستان در الشتر نورآباد و کوهدشت زندگی می‌کنند.

## تقسیمان ایلی
ترکاشوند از ۴ طایفه رحمتی، مرشدی، سلیمانی و ملیجانی تشکیل شده‌است. طایفه رحمتی بزرگ‌ترین طایفه این ایل است. هر کدام از ایلات از تعدادی تیره تشکیل شده‌اند. این ایل مجموعاً حدود ۱۲۰ تیره دارد. هر تیره نیز به چند گروه دامدار تقسیم می‌شود که به هر کدام کُرنگ گفته می‌شود.

## جمعیت
طبق سرشماری ۱۳۶۶ش جمعیت عشایر کوچندهٔ ترکاشوندها، ۵۵۹ خانوار و ۳۸۹۹ تن بوده‌است که بین استانهای همدان، کرمانشاه، لرستان، ایلام و خوزستان ییلاق و قشلاق می‌کرده‌اند. در ۱۳۷۷ش. جمعیت ترکاشوندهای کوچنده ۹۱۹ خانوار و ۶۰۲۲ تن گزارش شده‌است که میان استانهای همدان، کرمانشاه، لرستان، ایلام و خوزستان پراکنده بوده‌اند.
و طبق سرشماری ۹۵ جمعیت ترکاشوندها ۱۱۰۴۰نفر در ۱۹۳۳خانوار بوده است که بیشترین آن مربوط به استان لرستان می‌باشد.